# Macrodiplosis
Macrodiplosis is een muggengeslacht uit de familie van de galmuggen (Cecidomyiidae).

## Soorten
- M. antennata (Felt, 1908)
- M. claytoniae (Felt, 1907)
- M. electra (Felt, 1908)
- M. erubescens (Osten Sacken, 1862)
- M. flavoscuta (Felt, 1907)
- M. inflexa (Bremi, 1847)
- M. majalis (Osten Sacken, 1878)
- M. niveipila (Osten Sacken, 1862)
- M. pustularis (Bremi, 1847)
- M. putrida (Felt, 1912)
- M. q-oruca (Walsh, 1925)
- M. quercus (Loew, 1850)
- M. roboris (Hardy, 1854)